# Steppin' Out with the Grateful Dead: England '72

Steppin' Out with the Grateful Dead: England '72 est un quadruple album du Grateful Dead sorti le 9 juillet 2002, proposant des extraits de la tournée britannique du Grateful lors de la tournée européenne du Grateful Dead. 

## Musiciens
- Jerry Garcia : guitare, chant
- Donna Jean Godchaux : chant
- Keith Godchaux : claviers, Piano
- Bill Kreutzmann : batterie
- Phil Lesh : basse, chant
- Ron McKernan : orgue, percussions, chant
- Bob Weir : guitare, chant

## Liste des titres

### Disque un
1. Cold Rain and Snow (trad., arr. Grateful Dead) – 6:02
2. Greatest Story Ever Told (Robert Hunter, Mickey Hart, Bob Weir) – 6:00
3. Mr. Charlie (Hunter, Ron McKernan) – 3:52
4. Sugaree (Hunter, Jerry Garcia) – 7:34
5. Mexicali Blues (John Barlow, Weir) – 4:10
6. Big Boss Man (Luther Dixon, Al Smith) – 6:28
7. Deal (Hunter, Garcia) – 5:51
8. Jack Straw (Hunter, Hart) – 5:19
9. Big Railroad Blues (Noah Lewis) – 4:26
10. It Hurts Me Too (Elmore James) – 6:07
11. China Cat Sunflower (Hunter, Garcia) – 5:05
12. I Know You Rider/Happy Birthday to You (trad., arr. Grateful Dead) – 7:50
13. Playing in the Band (Hunter, Hart, Weir) – 10:10

### Disque deux
1. Good Lovin'  (Rudy Clark, Artie Resnick) – 20:31
2. Ramble on Rose (Hunter, Garcia) – 6:41
3. Black-Throated Wind (John Barlow, Weir) – 6:07
4. Sitting on Top of the World (Lonnie Carter, Walter Jacobs) – 3:30
5. Comes a Time (Hunter, Garcia) – 7:01
6. Turn on Your Love Light (Deadric Malone, Joseph Scott) – 13:02
7. Goin' Down the Road Feeling Bad (trad., arr. Grateful Dead) – 8:22
8. Not Fade Away (Buddy Holly, Norman Petty) – 4:54
9. Hey! Bo Diddley (Bo Diddley) – 4:30
10. Not Fade Away (Holly, Petty) – 3:06

### Disque trois
1. Rockin' Pneumonia and the Boogie Woogie Flu (Huey Smith) – 5:15
2. Black Peter (Hunter, Garcia) – 8:52
3. Chinatown Shuffle (McKernan) – 3:23
4. Truckin'  (Hunter, Garcia, Phil Lesh, Weir) – 10:14
5. Drums (Bill Kreutzmann) – 2:44
6. The Other One (Kreutzman, Weir) – 19:31
7. El Paso (Marty Robbins) – 4:47
8. The Other One (Kreutzman, Weir) – 8:20
9. Wharf Rat (Hunter, Garcia) – 10:48
10. One More Saturday Night (Weir) – 4:57

### Disque quatre
1. Uncle John's Band" (Hunter, Garcia) – 7:20
2. The Stranger (Two Souls in Communion)" (McKernan) – 7:57
3. Dark Star (Hunter, Garcia, Hart, Kreutzman, Lesh, McKernan, Weir) – 31:27
4. Sugar Magnolia (Hunter, Weir) – 7:15
5. Caution (Do Not Stop on Tracks) (Grateful Dead) – 17:15
6. Brokedown Palace (Hunter, Garcia) – 7:02